# Гуасдуалито
Гуасдуалито (исп. Guasdualito) — город на юго-западе Венесуэлы, на территории штата Апуре. Является административным центром муниципалитета Паэс.

## Географическое положение
Гуасдуалито расположен в западной части штата, на правом берегу реки Сараре, на расстоянии приблизительно 362 километров к западу-юго-западу (WSW) от Сан-Фернандо-де-Апуре, административного центра штата. Абсолютная высота — 124 метра над уровнем моря.

## Климат
Климат города характеризуется как тропический, с сухой зимой и дождливым летом (Aw в классификации климатов Кёппена). Среднегодовое количество атмосферных осадков — 1641 мм. Средняя годовая температура составляет 26,9 °C.

## Население
По данным Национального института статистики Венесуэлы, численность населения города в 2013 году составляла 57 405 человек.

## Транспорт
Через город проходит национальная автомагистраль № 19. В окрестностях Гуасдуалито расположен одноимённый аэропорт.